# Tây Bồi
Tây Bồi, oder Vietnamesisches Pidgin Französisch, war eine Pidgin-Sprache, die Vietnamesen, welche kein Französisch gelernt hatten, sprachen. Typischerweise arbeiteten sie als Diener in französischen Haushalten oder erlernten sie durch ihr soziales Milieu während der Kolonialzeit. Wortgetreu übersetzt bedeutet die Sprache „Französisch (Tây) [gesprochen von] männlichen Dienern (Bồi)“. Während der französischen Kolonialzeit war der Großteil der Bediensteten in französischen Haushalten männlich. Der Begriff wird von Vietnamesen verwendet, um darauf hinzuweisen, dass ihr gesprochenes Französisch falsch, grammatikalisch inkorrekt und schwach ist.
Tây Bồi scheint artverwandt mit dem „Français Tirailleur“ zu sein – eine Pidgin-Sprache, welche von westafrikanischen Soldaten in der französischen Kolonialzeit zwischen 1850 und 1960 gesprochen wurde. Dies wurde allerdings noch nicht in einem ausreichenden Maß untersucht und kann daher nicht bestätigt werden.
„Bồi“ ist, wie fälschlicherweise angenommen, nicht die vietnamesische Lautanpassung zu dem englischen Wort „boy“ (Junge). Das Wort kommt von dem chinesisch-vietnamesischen Wort „bồi“ (陪) welches „bedienen“ oder „Diener“ bedeutet, während „tây“ (西) „Westen“ bedeutet. Aus diesem Grund ist der Begriff Tây Bồi eine komplett chinesisch-vietnamesische Wortverbindung (陪西 – französischer Diener) und keine französisch-vietnamesische Zusammensetzung.
Die französische Regierung/die Kolonialherren ließen öffentliche französische Schulen eröffnen, um für die Bildung ihrer Landsleute sowie für die Kinder von Ausländern Sorge tragen zu können. Das Personal war ausschließlich französisch. Vietnamesische Kinder wurden auch zugelassen, solange sie die eigens auf sie zugeschnittenen Aufnahmeprüfungen bestanden. Die vietnamesische Oberschicht sprach Französisch und jene mit dem französischen Baccalauréat konnten sich an französischen Universitäten oder Universitäten französischer Kolonien eintragen. Heute wird an einigen vietnamesischen Schulen und Hochschulen das Standardfranzösisch als Zweitsprache ergänzend zum Englischen unterrichtet.
Bemerkenswerterweise ist Tây Bồi ähnlich dem in Comics verwendeten "gebrochenen" Französisch, welches von ausländischen Figuren gesprochen wird.

## Beispiele
| Tây Bồi                          | Standardfranzösisch                                | wortwörtliches Deutsch           | Deutsch                                                |
| -------------------------------- | -------------------------------------------------- | -------------------------------- | ------------------------------------------------------ |
| Moi faim                         | J'ai faim                                          | Mich Hunger                      | Ich habe Hunger                                        |
| Moi tasse                        | Ma tasse                                           | Mich Tasse                       | Meine Tasse                                            |
| Lui avoir permission repos       | Il a la permission de se reposer                   | Er hat Erlaubnis Ruhe            | Er hat die Erlaubnis zum Ruhen                         |
| Demain moi retour campagne       | Demain, je retourne à la campagne                  | Morgen mich Heimkehr Land        | Morgen kehre ich zurück aufs Land                      |
| Vous pas argent moi stop travail | Si vous ne me payez pas, j'arrêterai de travailler | Du nicht Geld, mich Stopp Arbeit | Wenn Sie mich nicht bezahlen, höre ich auf zu arbeiten |
| Monsieur content aller danser    | Monsieur est content d'aller danser                | Herr glücklich gehen tanzen      | Der Herr ist glücklich tanzen zu gehen                 |
| Lui la frapper                   | Il la frappe                                       | Ihm sie schlagen                 | Er schlägt sie                                         |
| Bon pas aller                    | Bon, n'y va pas                                    | Gut, nicht gehen                 | Gut, geh nicht                                         |
| Pas travail                      | Je ne travaillerai pas                             | Keine Arbeit                     | Ich werde nicht arbeiten                               |
| Assez, pas connaître             | Assez, je n'en sais rien                           | Genug, nicht wissen              | Genug, ich weiß nicht                                  |
| Moi compris toi parler           | J'ai compris ce que tu as dit                      | Mir verstanden dir sprechen      | Ich habe verstanden, was du gesagt hast                |

(Bickerton 1995: 163)